# Hakuhó Só
Hakuhó Só (白鵬 翔, nyugaton Hakuho Sho, eredetileg Мөнхбатын Даваажаргал) (Ulánbátor, 1985. március 11.) mongol szumóbirkózó. 2007. május végén ő lett a második mongol jokodzuna (Aszasórjú után).
Birkózócsaládból származik, apja ezüstérmet szerzett az 1968-as nyári olimpián szabadfogású birkózásban. 2000 októberében, 15 éves korában ment Japánba, de 62 kg-os súlyával csak honfitársa, Kjokusúzan közbenjárásával talált istállót, ami befogadta. 2001. márciusban debütált a szumóban, majd testsúlya gyarapodásával egyre feljebb került a ranglétrán, a második legmagasabb dzsúrjó osztályt 2004. januárban, a legmagasabb makuucsi osztályt pedig már májusra elérte.
Nagy sikereket aratott a makuucsiban. Maegasiraként novemberben megverte az akkor egyedüli jokodzuna Aszasórjút, amiért 2005-re komuszubi rangba léphetett, egy torna múltán pedig már szekivake lett. Sérülése miatt a 2005. júliusi tornát félbe kellett hagynia, ezért ódzekivé csak nem sokkal 21. születésnapja után, 2006. márciusban válhatott.
Májusban ódzekiként 14 : 1-es győzelemaránnyal megszerezte első tornagyőzelmét, júliusban pedig 13 : 2-es eredményével szóba került, hogy megteszik jokodzunává, azonban a tőle szokatlanul gyenge szeptemberi 8 : 7-es mérlegével és egy sérülés miatt kihagyott novemberi tornával ez lekerült a napirendről. Visszatérése után ismét jól teljesített, 2007 márciusában 13 : 2-vel, 2007 májusában pedig veretlenül ért el tornagyőzelmet, ezért végül május 30-án bejelentették jokodzunai rangba emelését.